# Orsacchiotto

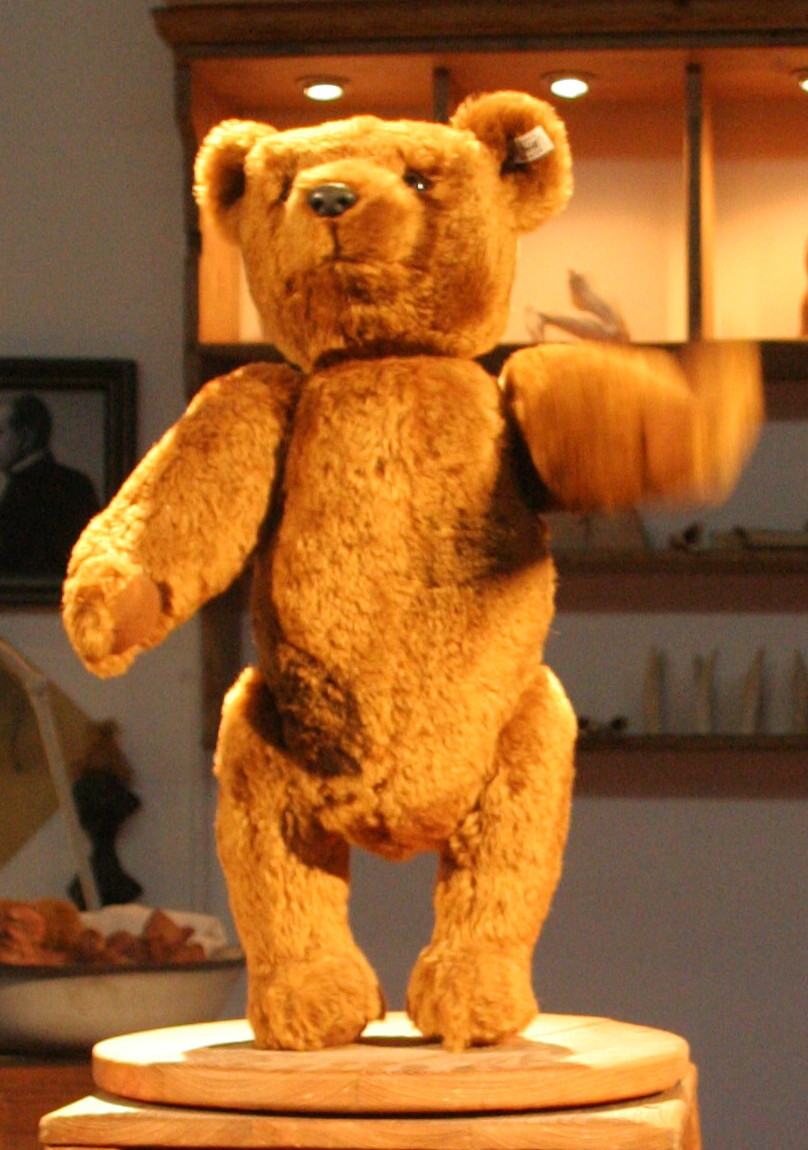
Replica del modello 55PB della Steiff

Un orsacchiotto è un pupazzo di pezza, di mohair o di peluche a forma di orso. Gli orsacchiotti sono un giocattolo tradizionale, nato negli Stati Uniti nei primi anni del XX secolo; nei paesi anglofoni sono noti con il nome di Teddy Bear (lett. "Orso Teddy").

## Storia
Il nome Teddy Bear deriva da un episodio accaduto al Presidente degli Stati Uniti Theodore Roosevelt, soprannominato "Teddy", che come passatempo andava a caccia grossa. Nel 1902, invitato dal governatore del Mississippi Andrew H. Longino per una battuta di caccia all'orso lungo il fiume Mississippi, Roosevelt si rifiutò di sparare a un esemplare cucciolo di orso bruno della Louisiana. L'orso era stato braccato dai cani, ferito e legato a un albero dagli assistenti del presidente, pronto per essere ucciso. Roosevelt si indignò, dicendo che sparare a un orso in quelle condizioni non sarebbe stato sportivo ma ordinò che l'animale fosse ucciso per non farlo ulteriormente soffrire. La scelta di Roosevelt fu particolarmente apprezzata perché in quella battuta di caccia (come pare accadesse spesso al presidente) lui non riuscì poi ad abbattere nessun orso, tornandosene a casa senza alcun trofeo.
La notizia giunse ai quotidiani, che soprannominarono l'orso "Teddy Bear". Il giorno successivo (il 16 novembre), il disegnatore satirico Clifford K. Berryman pubblicò sulla prima pagina del Washington Post una vignetta che mostrava Roosevelt nell'atto di volgere le spalle all'orsetto legato con un gesto di rifiuto. La didascalia "drawing the line in Mississippi" ("stabilire un confine sul Mississippi") metteva in relazione l'accaduto con una disputa territoriale in corso all'epoca fra Louisiana e lo Stato del Mississippi.
I lettori si innamorarono dell'orsetto della vignetta, e in seguito Berryman inserì immagini di orsetti in molti dei suoi disegni. Gradualmente, gli orsetti di Berryman divennero sempre più "piccoli, rotondi e carini", contribuendo a creare lo stereotipo dell'orsacchiotto. Il 29 dicembre, lo stesso Roosevelt scrisse a Berryman dicendo "abbiamo trovato tutti molto gradevoli i suoi disegni di orsetti".
Sull'onda della popolarità di "Teddy Bear" e degli orsetti di Berryman, il 15 febbraio 1903 Moris Michtom e sua moglie Rose misero in vetrina due orsetti di pezza nel loro negozio di Brooklyn, con il cartello "Teddy's bears", dicendo che avevano avuto il permesso scritto del presidente di usare quel nome. Il successo fu tale che in seguito i coniugi fondarono una società specializzata nella produzione di orsacchiotti, la Ideal Toy Company.
Nello stesso periodo, Margaret Steiff, proprietaria di una fabbrica di giocattoli in Germania, fu convinta dal nipote Richard a commercializzare orsacchiotti; nel 1903, alla Fiera del Giocattolo di Lipsia, la Steiff vendette 3000 esemplari a un importatore americano. Ancora oggi, la Steiff produce "Teddy Bear" per l'esportazione in tutto il mondo.
Gli orsacchiotti di inizio secolo avevano gli occhi fatti con bottoni, ed erano snodati alle braccia e alle gambe. Quel tipo di giocattolo rimane un classico ed è ancora commercializzato in numerose varianti, oltre a essere stato preso come modello per molti personaggi di grande popolarità (vedi per esempio Winnie the Pooh e Paddington).
Nel 1904, il "Teddy Bear" divenne la mascotte della campagna presidenziale di Roosevelt.

## Cultura di massa
Teddy rimane un nome molto comune per gli orsetti di pezza, non solo nei paesi di lingua inglese. Fra gli orsi celebri che si chiamano Teddy si può ricordare, per esempio, quello di proprietà del personaggio Mr. Bean interpretato dall'attore Rowan Atkinson in una celebre serie di comiche televisive. Altri esempi:
- Bear
- Benjamin e i suoi amici
- Coccolino
- Colargol
- Duffy the Disney Bear[2]
- Four e Fourino
- Fozzie
- Grizzly Teddy
- Lotso
- Misery Bear[3]
- Misha
- Orsetti del cuore
- Paddington
- Pimboli, un amico di Diddl
- Rupert Bear
- Rupert di Stewie Griffin
- Ted
- Teddy di Mr. Bean
- Teddy Ruxpin
- Teddy di Peppa Pig